# 존 H. 스누누
존 H. 스누누(John Henry Sununu, 1939년 7월 2일, 쿠바 아바나 ~ )는 미국의 정치인이다.

## 학력
- 매사추세츠 공과대학교 학사
- 매사추세츠 공과대학교 과학석사
- 매사추세츠 공과대학교 철학박사

## 경력
- 1973 ~ 1975 제143대 뉴햄프셔 하원의원
- 1983.01 ~ 1989.01 제75대 뉴햄프셔 주지사
- 1985 ~ 1986 공화당 주지사 연합 의장
- 1987.07 ~ 1989.08 전국 주지사 연합 의장
- 1989.01 ~ 1991.12 제14대 미국의 대통령 비서실장
- 2009.01 ~ 2011.01 뉴햄프셔 공화당 위원회 의장

## 가족 관계
- 아버지 : 존 살레 수누누
- 어머니 : 빅토리아 수누누
- 자녀 : 존 수누누, 마이클 수누누, 제임스 수누누, 피터 수누누, 크리스티나 수누누, 엘리자베스 수누누, 캐서린 수누누, 크리스 스누누

## 역대 선거 결과
| 선거명      | 직책명                                      | 대수  | 정당   | 득표율 | 득표수    | 결과 | 당락                 |
| ----------- | ------------------------------------------- | ----- | ------ | ------ | --------- | ---- | -------------------- |
| 1972년 선거 | 하원의원 (뉴햄프셔 로킹엄 카운티 제5선거구) | 143대 | 공화당 | 0%     | -표       | 1위  | 뉴햄프셔 주의원 당선 |
| 1978년 선거 | 뉴햄프셔 행정위원회 (뉴햄프셔 제3선거구)    | -대   | 공화당 | 40.81% | 21,321표  | 2위  | 낙선                 |
| 1982년 선거 | 뉴햄프셔 주지사                             | 75대  | 공화당 | 51.45% | 145,389표 | 1위  | 뉴햄프셔 주지사 당선 |
| 1984년 선거 | 뉴햄프셔 주지사                             | 75대  | 공화당 | 66.83% | 256,574표 | 1위  | 뉴햄프셔 주지사 당선 |
| 1986년 선거 | 뉴햄프셔 주지사                             | 75대  | 공화당 | 53.69% | 134,824표 | 1위  | 뉴햄프셔 주지사 당선 |